# Cosmarium sphalerostichum
Cosmarium sphalerostichum  là một loài Song tinh tảo trong họ Desmidiaceae, thuộc chi Cosmarium.